# 馬士弼城

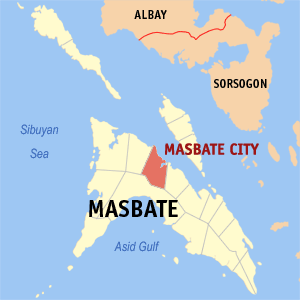
馬斯巴特市的地理位置

馬士弼城（City of Masbate），又譯馬實描地城，是菲律宾的一座城市，在馬士弼省的馬士弼島上，也是該省省城。2015年，馬士弼城人口为95,389。